# Pédagogie critique

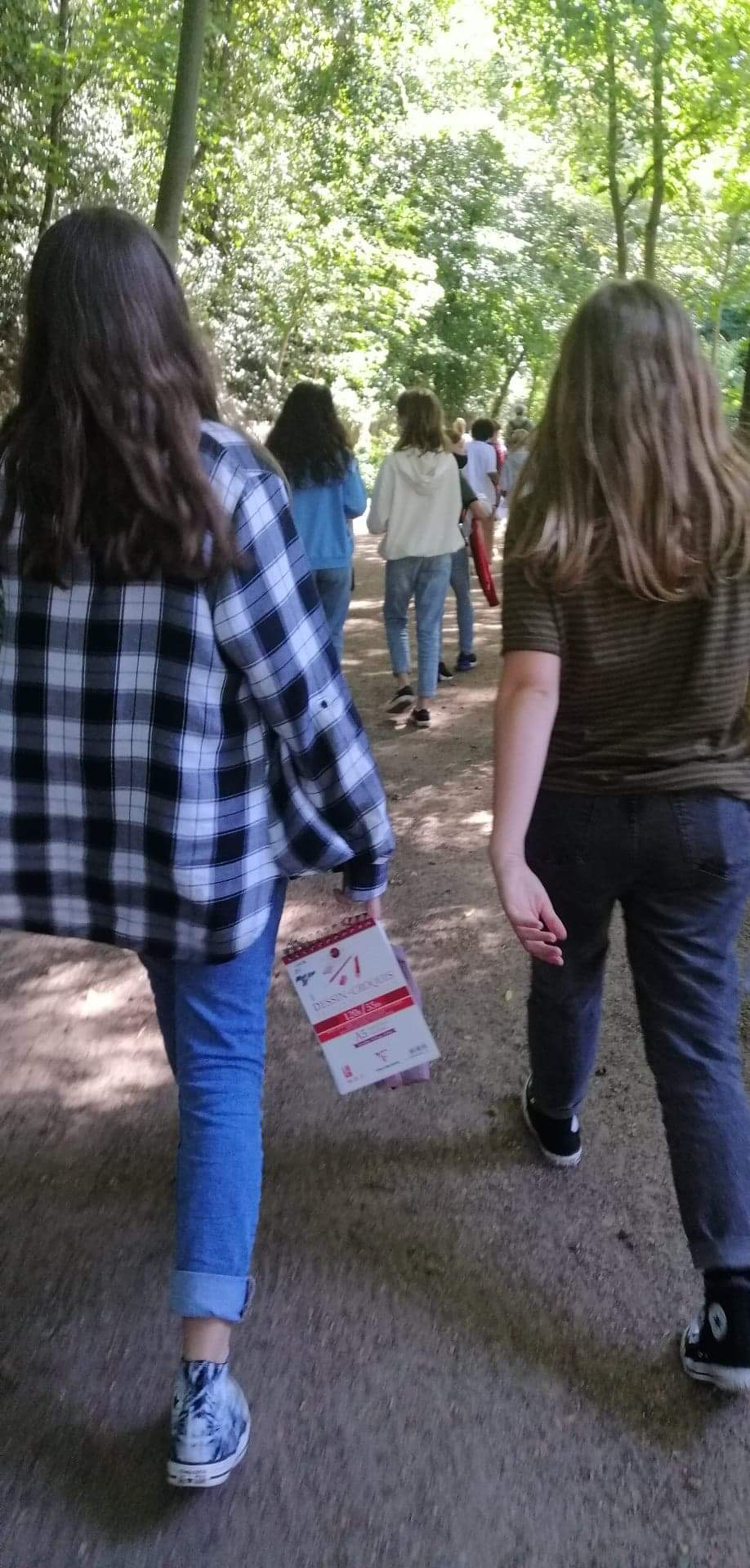
Apprenants sur le chemin de l'indépendance selon les penseurs de la Pédagogie Critique, à Auderghem. (Photographie libre de droits, 2020).

La pédagogie critique est une philosophie de l'éducation et un mouvement social qui développe et applique des concepts de la théorie critique et de traditions connexes aux domaines de l'éducation et des études culturelles. Les partisans de la pédagogie critique considèrent l'enseignement comme un acte intrinsèquement politique, rejettent la neutralité du savoir et insistent sur le fait que les questions de justice sociale et de démocratie ne sont pas distinctes des actes d'enseignement et d'apprentissage. Le but de la pédagogie critique est l'émancipation de l'oppression par l'éveil de la conscience critique, basée sur le concept de conscientização développé par Paulo Freire. Une fois atteinte, cette conscience critique encourage les individus à apporter des changements dans leur monde par la critique sociale et l'action politique.
Antonio Gramsci est le premier à développer une pédagogie révolutionnaire en essayant de remplacer le système élitiste par un système plus égalitaire. De 1980 à 1997, Paulo Freire encadre Ira Shor pour développer une nouvelle définition de la pédagogie critique. Bourdieu et Passeron fondent en 1970 la théorie de reproduction dans la pédagogie critique. Dès l'arrivée de l'ère numérique dans les écoles, en 1990, le rapport à la pédagogie critique est ambigu. C'est ce que Giroux présente dans sa théorie de résistance.

## Concept et historique

### Antonio Gramsci
Antonio Gramsci est le premier à développer le concept d’une pédagogie révolutionnaire. Selon lui, la culture est organiquement liée au pouvoir dominant. En plus du pouvoir économique, le pouvoir bourgeois contrôle le prolétariat en profitant de son emprise sur les représentations culturelles de la masse des travailleurs. Cette domination se constitue et se maintient à travers la diffusion de valeurs au sein de l’École. Néanmoins, Gramsci ne cherche pas à supprimer l’école, car il la considère comme vecteur potentiel et indispensable d’émancipation. En effet, selon lui, la dimension pédagogique doit servir à élever la conscience de classe des masses, dans leur recherche de la prise du pouvoir et de la construction d’une société débarrassée de toute exploitation et oppression.
Ainsi, Antonio Gramsci veut faire émerger un nouveau système « révolutionnaire et unitaire » au service de la lutte de la classe ouvrière. Le but est de remplacer le système élitiste et méritocratique caractérisé par les récompenses et les sanctions, et doté d'un système hiérarchique vertical avec des évaluations punitives. Sa conception d’école unitaire met en avant la culture générale, les valeurs humanistes et formatrices et où la hiérarchie serait renversée. Ainsi, Gramsci imagine un enseignement « libérateur » liant le travail manuel et intellectuel.
Dès lors, le rôle de l’école serait d'engager un processus de transformation et de réarticulation des éléments idéologiques existants, où la culture dominante devrait être comprise de manière critique avant d’être transformée. L’objectif final serait d’élever les masses au savoir, contrairement aux volontés de la bourgeoisie qui, elle, souhaite réduire l’accès à la connaissance des travailleurs. Dans cette même logique, l’appropriation collective de la philosophie est également envisagée par Gramsci dans l’idée que chaque « citoyen » puisse devenir « gouvernant ».

### Paulo Freire
Par la suite, Paulo Freire a été influencé par Antonio Gramsci et son engagement culturel pour l'émancipation des classes prolétariennes.
Le concept de pédagogie critique provient de l'œuvre du théoricien brésilien Paulo Freire : la Pédagogie des opprimés qui fut initialement publiée en portugais en 1968. Professeur d'histoire et de philosophie de l'éducation à l'Université de Recife au Brésil, Freire a tenté, dans cet ouvrage, de développer une philosophie de l'andragogie et plus particulièrement de l'éducation des adultes défavorisés, d’où le titre du livre "La Pédagogie des opprimés". Freire est d'ailleurs connu dans l'aire francophone pour ses travaux sur l'alphabétisation des adultes dans les années 1960-1970, ce qui engendre notamment "la pratique de l'éducation populaire". En revanche, il est méconnu que le travail de Freire a connu un essor en Amérique dans l’enseignement public, sous le nom de Pédagogie Critique.
Selon Paulo Freire, l'éducation n'est jamais neutre : elle est toujours orientée en fonction de valeurs qui impliquent une vision particulière de la société. Quant à elle, la Pédagogie Critique dirige son action en fonction d’une finalité émancipatrice, celle de la critique des rapports sociaux : de sexe, de culture et de classe.
Freire prône une éducation qui assure le passage d’une conscience première, révoltée ou aliénée, à une pensée critique qui s’appuie sur une connaissance scientifique du réel. Cependant, l'auteur prend ses distances avec l'idée que toute émancipation présuppose l’accès à une connaissance scientifique. Au contraire, son point de départ est celui de l'expérience vécue de l'oppression, comme pour la pédagogie féministe de Bell Hooks.
Le processus d’alphabétisation des adultes de Freire comprend une conscientisation qui permet une encapacitation dans le but d’une transformation sociale.

#### L'encapacitation
Paulo Freire décrit l’encapacitation comme un processus de libération personnelle ou collective afin de s'affranchir d'un ordre social, moral et intellectuel. Cette démarche d'alphabétisation des opprimés ne se limite pas à leur apprendre à lire des mots, mais offre aussi une grille de lecture critique du monde.

#### La méthode dialogique
Pour développer la conscience critique des élèves, Freire développe une méthode dite dialogique qui s'apparente de près à la théorie communicationnelle d'Habermas. Selon Freire, l'enseignant doit favoriser la construction d'un rapport au savoir critique chez l'élève par une méthode dialogique basée sur une pédagogie de questionnement. L'enseignement ne se limite donc pas à la simple transmission de connaissances.
Les travaux influents de Freire en ont fait, sans doute, l'éducateur critique le plus célèbre. Son œuvre se situe à la croisée du marxisme et de l'existentialisme.

### Ira Shor
Ira Shor, pédagogue critique, a travaillé en étroite collaboration avec Paulo Freire de 1980 jusqu'à la mort de ce dernier en 1997.
En 1986, cette coopération amène Ira Shor à publier un livre, Medo e Ousadia (Peur et audace), autour de ses discussions avec Paulo Freire. Dans son ouvrage, l'auteur indique notamment que la pédagogie de Freire peut difficilement être appliquée dans une classe. Shor définit la pédagogie comme suit:

« Les habitudes de pensée, de lecture, d'écriture et d'expression orale qui vont sous la surface du sens, les premières impressions, les mythes dominants, les déclarations officielles, les clichés traditionnels, la sagesse reçue et les simples opinions pour comprendre le sens profond, les causes profondes, le contexte social, l'idéologie et les conséquences personnelles de toute action, événement, objet, processus, organisation, expérience, texte, sujet, politique, média de masse et discours. »

La pédagogie critique explore les relations dialogiques entre l'enseignement et l'apprentissage. Ses partisans affirment qu'il s'agit d'un processus continu de ce qu'ils appellent « désapprentissage », « apprentissage », « réapprentissage », « réflexion », « évaluation », et de l'effet que ces actions ont sur les élèves, en particulier ceux qui continuent à être privés du droit à l' « enseignement traditionnel ».

### Bourdieu et Passeron: La théorie de la reproduction
En 1970, Pierre Bourdieu et Jean-Claude Passeron établissent la théorie de la reproduction en pédagogie critique. Cette théorie de la reproduction sociale voit l'école comme un lieu où les inégalités sociales sont reproduites et maintenues. Ces théoriciens ont analysé les mécanismes pédagogiques par lesquels l'école contribue à perpétuer les inégalités sociales. De cette théorie de la reproduction découlent deux pédagogies : la pédagogie libérale et la pédagogie conservatrice.

#### La pédagogie libérale
La pédagogie libérale (également nommée pédagogie des relations cordiales) est centrée sur l'élève sans remettre l'ordre social en question. Elle met l'accent sur l'apprentissage autodirigé reliant de cette façon les connaissances aux expériences personnelles des élèves. Elle s'efforce d'aider à créer une interaction entre les étudiants d'une façon positive et harmonieuse.

#### La pédagogie conservatrice
La pédagogie conservatrice considère la connaissance comme étant détachée de son contexte de production sociale et ne forme pas à une analyse critique sociale. Les outils pour former la connaissance sont donnés à l'élève.

#### La pédagogie radicale
Au sein de la théorie de la résistance, Henry Giroux conçoit la pédagogie radicale. Cette dernière, principalement tournée vers les relations, a pour objectif l’intégration sociale d’une société de classes en préparant les enfants à un avenir inégal et en assurant leur sous-développement personnel.

### Giroux: La théorie de la résistance
Depuis les années 1980, la philosophie de l'éducation a depuis été développée par Henry Giroux et d'autres en tant que « mouvement éducatif axé sur la pratique, guidé par la passion et les principes, pour aider les élèves à développer une conscience de liberté, à reconnaître les tendances autoritaires et à relier le savoir au pouvoir et la capacité d'agir de façon constructive ».
Dans la théorie de la résistance, la pédagogie est orientée vers les discussions entre l'enseignant et les apprenants. L'objectif est de former les élèves à résister à l'idéologie dominante qui a tendance à reproduire les inégalités sociales. Cette pédagogie ne se limite pas à identifier le langage et les valeurs mais s'obstine à analyser, transformer les processus de production et de diffusion de ses inégalités.
Durant les années 1990, à l'arrivée du numérique dans les écoles, le rapport à la pédagogie critique devient ambigu.
D'une part, certains pédagogues, tels que Michael Apple en 1991, s'inquiètent des conséquences éventuelles que peuvent avoir les technologies sur l'éducation.
D'autre part, Henry Giroux, lui en 2015, s'exprime de manière plus nuancée. D'un côté, cela lui semble important d'être critique face aux conséquences des technologies, il rejoint donc Apple sur ce plan. Cependant, il pense que ce ne sont pas réellement les technologies qui posent problème, mais plutôt leur insertion dans des rapports sociaux capitalistes.
D'un autre côté, il considère Internet comme étant un espace où l'on peut collaborer de manière tout à fait libre, sans contrôle de l'Etat. Sur le plan pédagogique, ces deux visions ont développé deux orientations : critique des médias et média-activisme contre-hégémonique.

### Autres références
En 2008, Jeff Share et Douglas Kellner ont réalisé des travaux qui traitent de la manière dont l'éducation critique aux médias numériques doit analyser les inégalités sociales de genre, de culture et de classe.
Les méthodes de Paulo Freire ont inspiré plusieurs auteurs et ont plus particulièrement donné naissance à un courant spécifique d'éducation critique aux médias.
Les théories postmodernes, antiracistes, féministes, postcoloniales et de résistance jouent toutes un rôle dans l'élargissement et l'enrichissement des idées originales de Freire sur la pédagogie critique, en mettant l'accent sur la classe sociale pour inclure les questions relatives à la religion, l'identification militaire, la culture, le sexe, la sexualité, la nationalité, l'ethnicité et l'âge. Une grande partie du travail s'inspire également de l'anarchisme, de György Lukács, de Wilhelm Reich, du postcolonialisme et des théories du discours d'Edward Said, Antonio Gramsci, Gilles Deleuze (apprentissage rhizomatique) et Michel Foucault.
Radical Teacher est un magazine consacré à la pédagogie critique et aux questions concernant les « éducateurs critiques ». De nombreux « pédagogues critiques » contemporains ont adopté des perspectives postmodernes et anti-essentialistes vis-à-vis de l'individu, de la langue et du pouvoir, « tout en conservant l'accent freirien sur la critique, perturbant les régimes oppressifs du pouvoir et le changement social ».

## Continuation critique
Tout comme la Pédagogie critique vient à critiquer la pédagogie, il existe plusieurs auteurs qui, eux encore, critiquent la pédagogie critique.

### Henry Giroux
La théorie de la reproduction sera critiquée par Henry Giroux en 1983 dans “Theories of Reproduction and Resistance in the New Sociology of Education: A Critical Analysis”. En effet, en réalisant une critique de la théorie de la reproduction Giroux va élaborer ce qu’il nomme la théorie de la résistance. Celle-ci n’accepte pas les principales idées dominantes de la société, elle prépare, par l’enseignement, les élèves à vivre les inégalités. Il précise que la pédagogie critique était axée sur les hommes de la société dominante et oubliait alors complètement les minorités et les femmes.

### Paulo Freire
Dans les dernières années de sa vie, Paulo Freire s'est lui-même préoccupé de ce qu'il considérait comme une interprétation erronée de son travail. D'après lui, les professeurs ne peuvent nier leur statut d'autorité par rapport aux apprenants. En effet, les enseignants doivent assumer cette position et donc guider les élèves dans l'apprentissage du surpassement de soi-même.

### Donald Schön
Avec la sortie de son ouvrage phare, The reflexive practitioner, paru en 1983, Donald Schön vient apporter un nouvel éclairage à la pédagogie. Son concept de "zones de pratiques indéterminées" illustre à quel point toute pratique, en particulier celle qui a pour sujet des êtres humains, est infiniment complexe et fortement contestée.
Refusant l’idée selon laquelle les pratiques seraient universelles, l’auteur se tourne donc vers les pédagogues en les invitant à faire preuve de réflexivité quant à leur pratique, en tirant des leçons de leur propre expérience. En constante réinvention, le “praticien réflexif’’ développe des compétences à la suite de son autoréflexion pendant l’exercice quotidien de sa profession et a posteriori de celui-ci. Pour cette raison, Donald Schön souhaite que les dispositifs de formation soient reconsidérés de manière à inclure les possibilités offertes par cette expertise métacognitive.

### Joe L. Kincheloe
Dans les années 90, les discussions autour de la pédagogie critique prennent un nouveau tournant, notamment avec le Canadien Joe L. Kincheloe. La vision dominante voulait, alors, que la pédagogie critique corresponde au schéma où un enseignant et ses élèves seraient servis par une éducation fondée sur des normes où il n'y a « qu'une seule façon correcte d'enseigner », car « chacun est considéré être le même indépendamment de sa race, sa classe ou son sexe ». Devant une telle conception, Joe L. Kincheloe souhaite voir une véritable évolution de la pédagogie critique, en lien direct avec la réalité du monde post-contemporain, qui doit se démocratiser pour être accessible à tous et toutes. Son approche s’inscrit dans une démarche postmoderniste du multiculturalisme visant à valoriser la diversité dans la manière d’enseigner, en intégrant les savoirs des cultures et traditions des pays du Sud.

## Applications
Ira Shor, professeur à la  City University of New York, propose une solution de pédagogie critique à utiliser en classe.  Il développe ce thème en examinant l'utilisation des méthodes d'enseignement  dans le contexte  scolaire. Il s'inspire de Paulo Freire et de sa méthode : la grammaire matérialiste.
Ira Shor suggère que l'ensemble du programme d'une classe soit réexaminé, et reconstruit, en favorisant un changement de rôle de l'élève pour que celui-ci soit plus actif, et plus critique. Le postulat de Shor est que cela amènerait  les élèves  à une certaine autonomie de pensée indépendante de celles des figures adultes qui les ont influencées jusque-là.  Shor affirme qu'atteindre cette autonomie n'est ni automatique ni facile, car cela sous-entend  que le rôle de l'enseignant est essentiel à ce processus. Pour lui, les élèves ont besoin d'être assistés par les professeurs pour réussir à se séparer de l'acceptation inconditionnelle des conditions de leur propre existence.
Aimee Papola-Ellis et Teddi L. Eberly parlent du concept de "littératie critique (en)" qui est un outil qui permet de faire de la pédagogie critique. La littératie critique est une pratique qui passe par les enseignants. En complément de l'enseignement traditionnel en place, cette pratique consiste en des exercices variés comme l’analyse du langage, le questionnement, et la lecture profonde de textes afin d'éveiller les élèves :
- À la structure du texte
- Au développement de la conscience critique à l'aide de leur propre expérience du monde
- Au dépassement du sens superficiel du texte
- À l'analyse du vocabulaire pour reconnaitre les positions du langage et de l'auteur
- Au repérage des problèmes socio-politiques imbriqués dans le texte afin de rendre le lecteur conscient, et impliqué dans son environnement social

### L'utilisation de la philosophie
Par ailleurs, selon Marie-France Daniel, la philosophie permet aux jeunes de relever des défis sur les plans cognitifs, sociaux, et affectifs ainsi qu'éthiques. Elle affirme que la philosophie n'est pas une activité intellectuelle uniquement réservée aux adultes. Dans un article, elle démontre qu'il est possible d'utiliser des méthodes philosophiques chez les jeunes. Marie-France Daniel a réalisé avec une équipe de chercheurs un projet de recherche du processus d'apprentissage du dialogue philosophique autour de huit groupes d'élèves favorisés, et défavorisés âgés de 10 à 12 ans. Ce projet se déroule s'est déroulé sur une période d'un an dans trois pays (le Mexique, l'Australie et le Canada). Cette étude s'est à la fois penchée sur l'analyse des échanges entre les élèves quand ils philosophaient (en se basant sur l'approche de Matthew Lipman), et également sur l'analyse des compétences cognitives qu'ils mettent en œuvre à ce moment-là.
Durant les interventions, les personnes qui ont travaillé sur le projet se sont rendu compte que les élèves avaient une bonne capacité de penser, et que quatre modes de pensées se sont développés : la logique, le créatif, le responsable, le métacognitif. Les scientifiques ont analysé que le processus d'apprentissage d'une pensée critique chez les jeunes passe par trois perspectives : la première étant l'égocentrisme, ensuite, le relativisme, et enfin l'intersubjectivité. En fin d'année, les enfants se situent dans un type d'échange appelé "dialogique non-critique". Les scientifiques affirment que les élèves ne philosophent pas, malgré les termes qu'ils utilisent. Cela serait dû au fait que les professeurs ne les poussent pas assez loin dans la réflexion. L'apprentissage du dialogue critique est un processus complexe construit de façon graduelle chez les élèves.
En conclusion à leur projet, tous les échanges de type dialogique critique se sont manifestés chez les élèves au bout de deux années de pratiques philosophiques. Pour ce qui est de la pensée critique dialogique, les scientifiques expliquent quel apprentissage se fait entre le moyen et le long terme à l’aide de deux critères. Le premier critère est celui de la multimodalité cognitive, qui permet de mobiliser les quatre modes de pensées. En ce qui concerne le second critère, il s'agit de l’épistémologie reliée à l’intersubjectivité qui permet de mobiliser la correction des paroles, et la remise en question. Chez les enfants de 10 à 12 ans, leurs pensées sont plus axées sur l’égocentrisme et le relativisme. Philosopher requiert donc un apprentissage, et un guidage soutenu par les enseignants durant au moins deux années scolaires complètes. Marie-France Daniel affirme que la pensée du philosophe nécessite un processus d'apprentissage. Pour philosopher, nous devons requérir d’une certaine maturité intellectuelle, et de connaissances encyclopédiques.
Le rôle de l'enseignant est considéré comme essentiel dans ces différentes approches. La littératie critique est un outil construit sur base de la théorie critique dans l’enseignement. Pour qu'un effet se produise chez les élèves, les enseignants sont invités à veiller à ce que la littératie critique soit présente dans chaque strate de l'enseignement, de manière homogène dans chaque leçon. Selon Ira Shor, cela implique que l'enseignant perde un peu de son autorité verticale. En effet, les élèves deviendraient plus autonomes, ce qui favoriserait donc la croissance intellectuelle de chaque étudiant plutôt qu'un simple mimétisme du style professoral.

### Création d'une pensée critique
Cette même logique d'autorité se retrouve dans la pensée dialogique du Dr Paul Richard. Ce dernier cherche à former les élèves à adopter une pensée critique, en distinguant le vrai du faux grâce à des questions multilogiques. Puisque les élèves ont des croyances et des cadres de référence différents, son défi consiste à favoriser un processus par lequel les élèves se débarrassent progressivement, et sur une longue période, de leurs croyances, et attachements égocentriques et sociocentriques. Afin d'atteindre son objectif, le Dr Richard veut s'assurer que les élèves apprennent à argumenter et contrer chaque point de vue important, et chaque croyance ou conclusion fondamentale qu'ils doivent prendre au sérieux. Il veut aussi soulever les questions qui tiennent à cœur aux élèves, et qui engagent leurs pensées et croyances égocentriques. Du coup, il suggère de commencer par les croyances qui sont légèrement égocentriques, et d'ensuite passer lentement vers celles qui sont profondément ancrées dans l'ego. Pour faire cela, il va mettre en place des débats, car toutes pensées dialogiques rationnelles relèvent de la créativité. La pensée dialogique est une série d'actes créatifs réciproques dans lesquels les élèves vont et viennent, entre des rôles imaginaires catégoriquement différents. Voici à titre d'exemple un déroulement de débat : 
1. Les élèves se représentent dans un cadre de référence donné.
2. Les élèves font preuve d'imagination pour trouver des raisons de soutenir le cadre.
3. Les élèves sortent de ce cadre et s'imaginent en train de répondre à ces raisons d'un point de vue opposé.
4. Les élèves retournent dans le premier point de vue pour répondre à l'opposition qu'ils viennent de créer.
5. Les élèves changent de rôle et créent une autre réponse.
6. Les actions précédentes se répètent.

Les élèves n'ont pas besoin de commencer par jouer les deux côtés d'un dialogue simultanément. Cependant, ils doivent continuellement, dans un court laps de temps, puis dans un plus long, développer leurs capacités à encadrer des échanges dialogiques. Leur imagination créative sera continuellement en développement au cours de ce processus. En appliquant cela, les parents et les enseignants ne seront donc plus considérés comme des experts, car cette pensée ouvre les enfants à d'autres points de vue.

### La position de l'enseignant
Dans la même idée, Freire s'est de plus en plus préoccupé de ce qu'il considérait comme une interprétation erronée de son travail et a insisté sur le fait que les enseignants ne peuvent nier leur position d'autorité : « Les enseignants critiques doivent donc admettre qu'ils sont en position d'autorité et ensuite démontrer cette autorité dans leurs actions de soutien aux élèves.... Les enseignantes et enseignants renoncent à l'autorité des fournisseurs de vérité, ils assument l'autorité mûre des facilitateurs de la recherche et de la résolution de problèmes par les élèves. Par rapport à cette autorité enseignante, les élèves acquièrent leur liberté - ils acquièrent la capacité de devenir des êtres humains autodidactes capables de produire leurs propres connaissances. » Cependant, dans la pédagogie d'Ira Shor, les enseignants ne renoncent pas à leur autorité sur les élèves. Selon Joe L. Kincheloe (en) dans son livre Critical Pedagogy Primer (en), « Les enseignants critiques doivent donc admettre qu'ils sont en position d'autorité et ensuite démontrer cette autorité dans leurs actions de soutien aux élèves.... Les enseignantes et enseignants renoncent à l'autorité des fournisseurs de vérité, ils assument l'autorité mûre des facilitateurs de la recherche et de la résolution de problèmes par les élèves. Par rapport à cette autorité enseignante, les élèves acquièrent leur liberté - ils acquièrent la capacité de devenir des êtres humains autodidactes capables de produire leurs propres connaissances. » Joe L. soutient que cela est contraire au positivisme, dans lequel l'éducation est fondée sur des normes où il n'y a « qu'une seule façon correcte d'enseigner » car « chacun est considéré être le même indépendamment de sa race, sa classe ou son sexe ».
De plus, Bell Hooks, fortement influencé par Freire, exprime l'importance d'une pédagogie engagée, ainsi que la responsabilité des enseignants et des élèves en classe : « Les enseignants doivent être conscients d'eux-mêmes en tant que praticiens et en tant qu'êtres humains s'ils veulent enseigner aux élèves d'une manière non menaçante et non discriminatoire. La réalisation de soi doit être le but de l'enseignant et des élèves. ».

### Application liée à l'éducation aux médias
Renée Hobbs (en), professeure en communication, parle aussi de la pensée critique au sein des écoles. Selon elle, la littératie médiatique -si elle est bien mise en place- est un bon outil pour accroître et généraliser le nombre de personnes critiques aux médias, mais aussi, un bon moyen d'augmenter la diversité des idées et recherches sur le sujet.
Afin de mettre la littératie médiatique correctement en place, Renée Hobbs pense qu'il est bon de centrer l'apprentissage de la littératie sur les professeurs, et non pas sur les élèves, car cela permettrait d'opérer un changement de paradigme sur le long terme, mais aussi un changement par le haut (c’est-à-dire les professeurs).
En effet, lorsque Renée Hobbs analyse la situation, elle remarque que les élèves se retrouvent souvent au centre du processus d'apprentissage. Le problème vient du fait de la durée. De fait, si l'on sensibilise un petit groupe d'élèves à la littératie, et non pas des professeurs, ces derniers ne vont pas forcément pérenniser le savoir. Tandis que, si l'on instruisait d'abord les professeurs, le changement se ferait par le "haut", et sur le long terme.
De plus, Hobbs constate que les rares enseignants qui usent de la littératie médiatique semblent ne pas être soutenus par des institutions publiques, mais par des entreprises privées. Le problème qui se pose alors est que l'enseignement par la littératie est ponctuel et dispersé. Pour y remédier, elle propose d'augmenter et d'améliorer les initiatives publiques afin que les enseignements de la littératie ne soient plus disparates, mais homogènes.
In fine, pour Renée Hobbs, la littératie médiatique dépend du contexte et de l'environnement. Il n'y a donc pas de réponse homogène ni de schéma préconstruit qui fonctionne dans toutes les situations.
Le point commun entre toutes les formes de littératie est qu'il faut, selon Hobbs, procéder par la pédagogie de l'enquête. C’est-à-dire utiliser systématiquement le questionnement du média. En questionnant le média, on devient plus critique à son égard. D'une certaine manière, on parvient alors plus facilement à déceler le vrai du faux.
Ensuite, il est important pour Renée Hobbs de mettre en place un environnement bienveillant, de par un haut degré de tolérance dans le dialogue, et ce, dans tous les domaines de discussions.
Enfin, il peut être intéressant de questionner le lien entre Renée Hobbs et le courant constructiviste de Piaget. Puisque la pédagogie de l'enquête se veut être facteur de questionnement et de remise à distance d'un média par rapport à nous, elle se veut quelque part objet de construction de l'individu. Ce dernier ne va pas juste assimiler une information, il va la décortiquer et la reformer de par le questionnement, la pédagogie de l'enquête en somme.
Il peut être également intéressant de faire un lien entre Hobbs, qui veut créer de la conversation autour d'un haut degré de tolérance, et le socioconstructivisme. De fait, le socioconstructivisme est un terme inventé par Vigotski qui se base sur l'idée de constructivisme développée par Piaget. La pensée de Vigotsky est que nous sommes chacun l'agent de notre propre apprentissage, mais que si nous partageons tous mutuellement notre apprentissage, nous sommes en socioconstruction. En résumé, nous apprenons par notre propre construction, mais aussi par la construction que nous formons via la construction des autres, si le partage se fait d'un commun accord. Ce concept peut en effet être lié au dire de Renée Hobbs puisque l'intention de discuter -avec le plus haut degré de tolérance- des médias via la littératie, permet en outre de construire ses connaissances via les connaissances des autres.
Ainsi, dans un certain sens, Renée Hobbs rejoint le constructivisme de Piaget et le socioconstructivisme de Vigotski.

## Figures de la pédagogie critique
- Antonio Gramsci
- Paulo Freire
- Pierre Bourdieu
- Jean-Claude Passeron
- Henry Giroux
- Donald Schön
- Bell hooks
- Gloria Jean Watkins
- Joe L. Kincheloe
- Patti Lather
- Antonia Darder
- Gloria Ladson-Billings
- Peter McLaren
- Joe L. Kincheloe
- Khen Lampert
- Howard Zinn
- Donaldo Macedo
- Sandy Grande
- Michael Apple
- Stephanie Ledesma
- Renée Hobbs[11], parfois incluse dans ce domaine
- Jonathan Kozol
- Parker Palmer

D'autres pédagogues critiques connus pour leurs perspectives antiscolaires, non scolaires ou déscolarisées :
- Ivan Illich
- John Holt
- Ira Shor
- John Taylor Gatto
- Matt Hern